# Kleinse fles

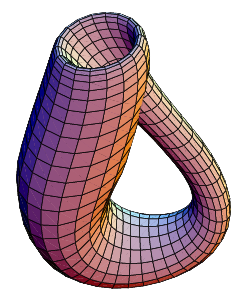
Een twee-dimensionale weergave van de kleinfles ingedompeld in de 3D-ruimte.

In de wiskunde is de Kleinse fles een niet-oriënteerbaar oppervlak, informeel gesproken een oppervlak (een twee-dimensionale variëteit) zonder aanwijsbare "binnen" en "buitenkant", dit omdat ze geleidelijk in elkaar overgaan.
Andere gerelateerde niet-georiënteerde objecten zijn onder andere de möbiusband en het reële projectieve  vlak. Terwijl een möbiusband een tweedimensionaal begrensd oppervlak heeft, kent een kleinfles geen begrenzing. Ter vergelijking: een sfeer heeft een oriënteerbaar onbegrensd oppervlak.
De Klein-fles werd genoemd naar de wiskundige Felix Klein. 

## Wiskundige beschrijving
{\displaystyle x=\left(r+\cos {\frac {u}{2}}\sin v-\sin {\frac {u}{2}}\sin 2v\right)\cos u}
{\displaystyle y=\left(r+\cos {\frac {u}{2}}\sin v-\sin {\frac {u}{2}}\sin 2v\right)\sin u}
{\displaystyle z=\sin {\frac {u}{2}}\sin v+\cos {\frac {u}{2}}\sin 2v}

## Maakbaarheid
Een glasblazer kan de fles van glas maken:
Neem een glazen buis die aan een kant verwijd is.
Maak een gat in de zijkant, in de buurt van het wijde uiteinde.
Buig het smalle uiteinde om, steek het door het gat, en maak het vast aan het andere uiteinde.
Een schoonheidsfoutje is dat er altijd een gat in de wand moet zitten.
Een 3D printer kan de fles wel printen.